# Taiwansabeltimalia
Taiwansabeltimalia (Pomatorhinus musicus) är en fågel i familjen timalior inom ordningen tättingar.

## Utseende
Taiwansabeltimalia är en liten (16–21 cm) sabeltimalia. Ovansidan är mörkt gråbrun, undersidan vit på strupe och övre delen av bröstet med kraftiga rostbruna eller gråaktiga strimmor från nedre delen av strupen övergående i svartaktigt på flankerna. På huvudet syns en bred svart ansiktsmask och svart tygel, kastanjebrun nacke, vitt ögonbrynsstreck och svart öga.
Den skiljer sig från liknande rostnackad sabeltimalia (som den tidigare ansågs vara en del av, se nedan) genom något större storlek och proportionellt längre näbb med helmörk övre näbbhalva. Vidare är hjässan mörkt gråaktig snarare än brun, nacken djupare och bredare kastanjebrun. På flankerna syns också att buk och flanker är kraftigt anstrukna av kastanjebrunt.

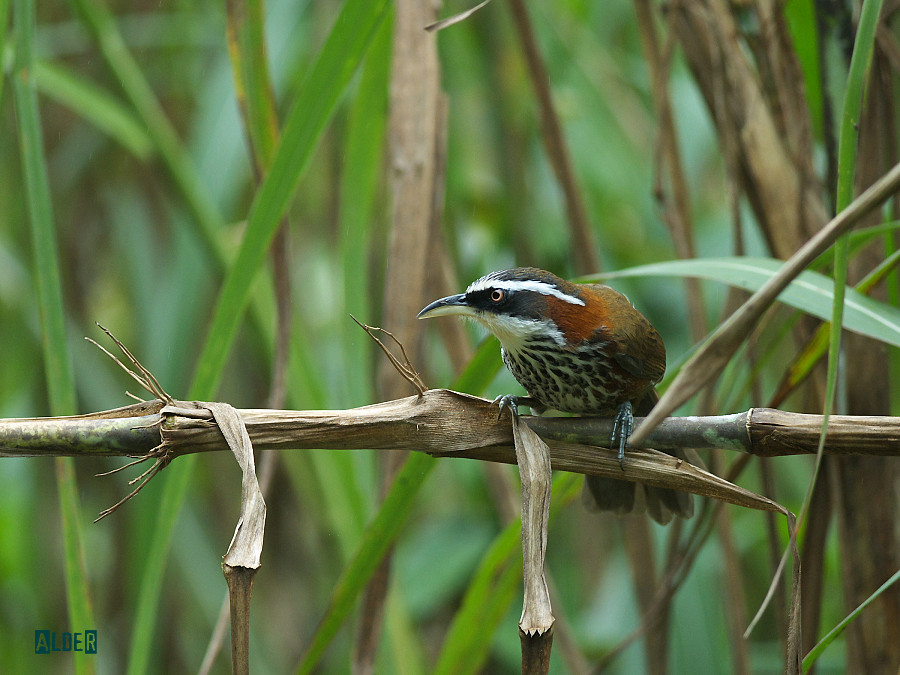

## Utbredning och systematik
Fågeln förekommer enbart på Taiwan. Den behandlas som monotypisk, det vill säga att den inte delas in i några underarter. Tidigare behandlades den som en del av Pomatorhinus ruficollis, men urskiljs numera som egen art baserat på studier.

## Levnadssätt
Taiwansabeltimalia hittas i undervegetation i bergsskogar upp till 2300 meters höjd. Den ses vanligen i par under häckningstid, under resten av året i smågrupper. Fågeln födosöker nära marken eller intill trädstammar. Maginnehåll har visat att födan består av insekter och frön. Arten häckar april–juni och lägger tre ägg, i övrigt är häckningsbiologin okänd.

## Status
Taiwansabeltimalian har ett begränsat utbredningsområde och tros minska i antal. IUCN kategoriserar ändå arten som livskraftig.